# Arndt Sinn
Arndt Sinn (* 27. Oktober 1971 in Greiz) ist ein deutscher Strafrechtswissenschaftler.

## Leben
Sinn studierte bis 1996 Rechtswissenschaften an der Universität Leipzig. Im Anschluss an die Promotion im Jahre 2000 bei Walter Gropp in Gießen war er dort als Wissenschaftlicher Assistent tätig. 2006 erfolgte seine Habilitation mit der Habilitationsschrift „Straffreistellung aufgrund von Drittverhalten – Zurechnung und Freistellung durch Macht“ und Erteilung der Venia Legendi für die Fächer Strafrecht, Strafprozessrecht, Strafrechtsvergleichung und Europäisches Strafrecht an der Justus-Liebig-Universität Gießen.
Nach Lehrstuhlvertretungen an der Universität Augsburg wurde er 2007 zum ordentlichen Professor für Deutsches und Europäisches Straf- und Strafprozessrecht sowie Völkerstrafrecht an der Europa-Universität Viadrina in Frankfurt (Oder) ernannt. Im gleichen Jahr erhielt er einen Ruf an die Universität Osnabrück, an der er seit 2008 einen  Lehrstuhl für Deutsches und Europäisches Straf- und Strafprozessrecht, Internationales Strafrecht sowie Strafrechtsvergleichung innehat. Im Jahr 2011 erhielt Arndt Sinn einen Ruf an die Universität Augsburg, den er ablehnte.
Arndt Sinn ist Mitglied im Europäischen Arbeitskreis zu rechtlichen Initiativen gegen die organisierte Kriminalität und Autor zahlreicher Veröffentlichungen zu dieser Thematik. Er ist Berater für den Serious and Organised Crime Threat Assessment (SOCTA) Europols sowie für den Bericht über die Zukunft der Organisierten Kriminalität (Exploring tomorrow’s organised crime). Außerdem arbeitet er in der Task Force on Countering Illicit Trade (TF-CIT) bei der OECD mit. Arndt Sinn ist Redaktionsmitglied in inländischen und ausländischen Fachjournalen.
Arndt Sinn war Gastprofessor an Universitäten in Japan (Chūō-Universität, Tokio) und der VR China (Universität Nanjing).

## Werk
Arndt Sinns Werk umfasst Monografien und eine Vielzahl von Aufsätzen und Kommentierungen zu Grundfragen des Straf- und Strafprozessrechts sowie zu Fragestellungen im internationalen Kontext. Einer seiner Arbeitsschwerpunkte betrifft die rechtliche Bewältigung der Organisierten Kriminalität auch im Kontext jüngster Entwicklungen im Zusammenhang mit dem Terrorismus. Zuletzt machte er mit der Studie „Organisierte Kriminalität 3.0“ auf sich aufmerksam.

## Auszeichnungen und Ehrungen
Arndt Sinn wurde für seine Habilitationsschrift sowie sein bisheriges wissenschaftliche
Œuvre im November 2006 mit dem „Dr.-Herbert-Stolzenberg-Preises“ der Justus-Liebig-Universität Gießen ausgezeichnet.
Für seine langfristige Unterstützung und Förderung der Forschung und Lehre an der National University of Kaohsiung, seines hervorragenden wissenschaftlichen Werkes und Leistungen sowie der großen Verdienste um die Schärfung des Rufs der National University of Kaohsiung wurde Arndt Sinn 2017 die Würde eines Ehrenprofessors (Prof. h. c.) der National Universität Kaohsiung, Republik China (Taiwan), verliehen.